# 方大琮
方大琮（1183年—1247年），字德潤，號鐵庵，又號壺山。莆田（今屬福建）人。
寧宗開禧元年（1205年）進士，授南劍州敎授。歷知將樂縣、永福縣。理宗端平元年（1234），擢監六部門，累遷右正言，兼國史院編修官、實錄院檢討官。寶慶初年（1225年），史彌遠擁立理宗，殺濟王趙竑，天下冤之。端平三年（1236年），大琮上疏論濟王之冤，被殿中侍御史蔣峴所劾，與正字王邁、编修刘克庄同日被逐出京城，主管紹興府鴻禧觀，起用爲福建路轉運判官。淳祐元年（1241年），知廣州，淳祐四年，兼廣東經略安撫使。淳祐六年，進寶章閣直學士，知隆興府。淳祐七年（1247年）五月以疾卒，謚忠惠。其族孫方良永、方良節等輯《鐵庵方公文集》四十五卷。